# SuperDraft de la MLS 2001
EL SuperDraft de 2001 fue El 2º evento de este tipo para la Major League Soccer, el SuperDraft consistó de seis rondas con doce selecciones de cada uno, para un total de 72 jugadores seleccionados en el proyecto.
El proyecto precede a la Temporada de la 2001 Major League Soccer.

## Primera Ronda
|  | Miembro de Proyecto-40 |

| N.º | Jugador          | Equipo de la MLS                                                                         | Universidad/Proyecto/Club                    | Posición       | Imagen |
| --- | ---------------- | ---------------------------------------------------------------------------------------- | -------------------------------------------- | -------------- | ------ |
| 1   | Chris Carrieri   | San Jose Earthquakes                                                                     | Universidad de Carolina del Norte            | Delantero      |        |
| 2   | Ali Curtis       | Tampa Bay Mutiny (desde D.C. United)                                                     | Universidad de Duke                          | Delantero      |        |
| 3   | Mark Lisi        | D.C. United (desde Columbus Crew)                                                        | Universidad de Clemson                       | Centrocampista |        |
| 4   | Ryan Nelsen      | D.C. United (desde Miami Fusion)                                                         | Universidad Stanford                         | Centrocampista |        |
| 5   | Joselito Vaca    | Dallas Burn (desde Colorado Rapids)                                                      | Oriente Petrolero                            | Centrocampista |        |
| 6   | Craig Demmin     | Tampa Bay Mutiny (desde New England Revolution vía Colorado Rapids vía D.C. United)      | Rochester Rhinos                             | Defensa        |        |
| 7   | Ryan Suárez      | Dallas Burn                                                                              | Universidad Estatal de San Jose              | Defensa        |        |
| 8   | Santino Quaranta | D.C. United (desde Tampa Bay Mutiny vía New England Revolution vía San Jose Earthquakes) | Proyecto-40                                  | Delantero      |        |
| 9   | Brian Mullan     | Los Angeles Galaxy                                                                       | Universidad Creighton                        | Centrocampista |        |
| 10  | Duncan Oughton   | Columbus Crew (desde MetroStars vía San Jose Earthquakes vía D.C. United)                | Universidad Estatal de California, Fullerton | Delantero      |        |
| 11  | Isaías Bardales  | Los Angeles Galaxy (desde Chicago Fire)                                                  | Universidad Estatal de San Jose              | Delantero      |        |
| 12  | José Burciaga    | Kansas City Wizards                                                                      | Proyecto-40                                  | Defensa        |        |

## Segunda Ronda
|  | Miembro de Proyecto-40 |

| N.º | Jugador          | Equipo de la MLS                                                                  | Universidad/Proyecto/Club         | Posición       | Imagen |
| --- | ---------------- | --------------------------------------------------------------------------------- | --------------------------------- | -------------- | ------ |
| 13  | Rodrigo Faria    | Metrostars (desde San Jose Earthquakes)                                           | Westchester Flames                | Delantero      |        |
| 14  | Devin Barclay    | Tampa Bay Mutiny (desde D.C. United vía San Jose Earthquakes)                     | Proyecto-40                       | Delantero      |        |
| 15  | Bryan Namoff     | D.C. United (desde Columbus Crew SC\|Columbus Crew]] vía MetroStars)              | Universidad de Bradley            | Centrocampista |        |
| 16  | Brian Ching      | Los Angeles Galaxy (desde Miami Fusion vía Chicago Fire vía San Jose Earthquakes) | Spokane Shadow                    | Delantero      |        |
| 17  | Stephen Herdsman | Colorado Rapids                                                                   | West Michigan Edge                | Defensa        |        |
| 18  | Ali Gerba        | Miami Fusion (desde New England Revolution vía Colorado Rapids vía D.C. United)   | Montreal Impact                   | Delantero      |        |
| 19  | Ed Johnson       | Dallas Burn                                                                       | Proyecto-40                       | Delantero      |        |
| 20  | Eddie Robinson   | San Jose Earthquakes (desde Tampa Bay Mutiny vía Chicago Fire)                    | Universidad de Carolina del Norte | Centrocampista |        |
| 21  | Nick Downing     | New England Revolution (desde Los Angeles Galaxy vía Miami Fusion)                | Universidad de Maryland           | Defensa        |        |
| 22  | Robbie Russell   | Los Angeles Galaxy (desde MetroStars)                                             | Universidad de Duke               | Centrocampista |        |
| 23  | Justin Evans     | Chicago Fire                                                                      | Pittsburgh Riverhounds            | Centrocampista |        |
| 24  | Andrew Gregor    | Kansas City Wizards                                                               | Seattle Sounders                  | Centrocampista |        |

## Tercera Ronda
|  | Miembro de Proyecto-40 |

| N.º | Jugador        | Equipo de la MLS                                                 | Universidad/Proyecto/Club                | Posición       | Imagen |
| --- | -------------- | ---------------------------------------------------------------- | ---------------------------------------- | -------------- | ------ |
| 25  | Josue Mayard   | Dallas Burn (desde San Jose Earthquakes vía Kansas City Wizards) | Montreal Impact                          | Centrocampista |        |
| 26  | Kerwyn Jemmott | Metrostars (desde D.C. United)                                   | Joe Public FC                            | Centrocampista |        |
| 27  | Edson Buddle   | Columbus Crew                                                    | Long Island Rough Riders                 | Delantero      |        |
| 28  | Craig Ziadie   | D.C. United (desde Miami Fusion)                                 | Universidad de Richmond                  | Defensa        |        |
| 29  | Jim Curtin     | Chicago Fire (desde Colorado Rapids)                             | Universidad Villanova                    | Defensa        |        |
| 30  | Kevin Adams    | Columbus Crew (desde New England Revolution)                     | Joe Public FC                            | Defensa        |        |
| 31  | Craig Waibel   | San Jose Earthquakes (desde Dallas Burn )                        | Seattle Sounders                         | Defensa        |        |
| 32  | Ryan Lee       | Colorado Rapids (desde Tampa Bay Mutiny)                         | Universidad de California en Los Ángeles | Defensa        |        |
| 33  | Henry Ring     | Chicago Fire (desde Los Angeles Galaxy)                          | Universidad de Carolina del Sur          | Portero        |        |
| 34  | Alberto Muñoz  | Tampa Bay Mutiny (desde MetroStars vía San Jose Earthquakes)     | Miami Tango                              | Centrocampista |        |
| 35  | Ben Stafford   | Kansas City Wizards (desde Chicago Fire)                         | Universidad de Wake Forest               | Delantero      |        |
| 36  | Eric Lukin     | Colorado Rapids (desde Kansas City Wizards vía D.C. United)      | Universidad de Chicago en Illinois       | Delantero      |        |

## Cuarta Ronda
|  | Miembro de Proyecto-40 |

| N.º | Jugador              | Equipo de la MLS                            | Universidad/Proyecto/Club                | Posición       | Imagen |
| --- | -------------------- | ------------------------------------------- | ---------------------------------------- | -------------- | ------ |
| 37  | Fabio Eidelwein      | San Jose Earthquakes                        | Des Moines Menace                        | Delantero      |        |
| 38  | Greg Simmonds        | Miami Fusion (desde D.C. United)            | Hershey Wildcats                         | Delantero      |        |
| 39  | McKinley Tennyson    | Columbus Crew                               | Universidad de California en Los Ángeles | Delantero      |        |
| 40  | Cory Gibbs           | Miami Fusion                                | Universidad Brown                        | Defensa        |        |
| 41  | Ryan Trout           | Colorado Rapids                             | Universidad de Virginia                  | Centrocampista |        |
| 42  | Yari Allnutt         | New England Revolution                      | Rochester Rhinos                         | Centrocampista |        |
| 43  | Adán Zapala          | Dallas Burn                                 | Universidad Stanford                     | Portero        |        |
| 44  | Adán Throop          | Tampa Bay Mutiny                            | Chicago Sockers                          | Portero        |        |
| 45  | Brent Rahim          | Los Angeles Galaxy                          | Universidad de Connecticut               | Centrocampista |        |
| 46  | Martin Klinger       | Metrostars                                  | Proyecto-40                              | Delantero      |        |
| 47  | Fernando Ortiz Solis | New England Revolution (desde Chicago Fire) | Academia Tahuichi                        | Defensa        |        |
| 48  | Pablo Webster        | Kansas City Wizards                         | Universidad Clemson                      | Centrocampista |        |

## Quinta Ronda
|  | Miembro de Proyecto-40 |

| N.º | Jugador              | Equipo de la MLS                               | Universidad/Proyecto/Club                | Posición       | Imagen |
| --- | -------------------- | ---------------------------------------------- | ---------------------------------------- | -------------- | ------ |
| 49  | Corey Woolfolk       | San Jose Earthquakes                           | Universidad Stanford                     | Delantero      |        |
| 50  | Caleb Norkus         | D.C. United                                    | Universidad de Carolina del Norte        | Delantero      |        |
| 51  | Scott Powers         | Columbus Crew                                  | Universidad Brown                        | Centrocampista |        |
| 52  | Teofilo Cubillas Jr. | Miami Fusion                                   | Nova Southeastern                        | Centrocampista |        |
| 53  | Eric Pogue           | New England Revolution (desde Colorado Rapids) | Michigan Bucks                           | Portero        |        |
| 54  | Shaun Tsakiris       | New England Revolution                         | Universidad de California en Los Ángeles | Centrocampista |        |
| 55  | Gary DePalma         | Dallas Burn                                    | Pittsburgh Riverhounds                   | Centrocampista |        |
| 56  | Mersim Beskovic      | Tampa Bay Mutiny                               | Westchester Flames                       | Defensa        |        |
| 57  | Alex Bengard         | Los Angeles Galaxy                             | CSU Dominguez-Hills                      | Centrocampista |        |
| 58  | O'neil Peart         | Metrostars                                     | Long Island Rough Riders                 | Delantero      |        |
| 59  | Narciso Fernández    | Kansas City Wizards (desde Chicago Fire)       | Universidad de Wisconsin-Madison         | Centrocampista |        |
| 60  | Héctor Navarte       | Tampa Bay Mutiny (desde Kansas City Wizards)   | Westchester Flames                       | Centrocampista |        |

## Sexta Ronda
|  | Miembro de Proyecto-40 |

| N.º | Jugador         | Equipo de la MLS                      | Universidad/Proyecto/Club            | Posición       | Imagen |
| --- | --------------- | ------------------------------------- | ------------------------------------ | -------------- | ------ |
| 61  | Jorge Martínez  | San Jose Earthquakes                  | Universidad Estatal de San Jose      | Centrocampista |        |
| 62  | TJ Hannig       | D.C. United                           | Universidad de Indiana               | Portero        |        |
| 63  | Phil Karn       | Columbus Crew                         | Pittsburgh Riverhounds               | Delantero      |        |
| 64  | Daouda Kante    | Miami Fusion                          | Universidad Internacional de Florida | Defensa        |        |
| 65  | John Carroll    | Colorado Rapids                       | Universidad Internacional de Florida | Centrocampista |        |
| 66  | Michael Feller  | New England Revolution                | Universidad de Virginia              | Defensa        |        |
| 67  | Miguel Saavedra | Dallas Burn                           | Proyecto-40                          | Centrocampista |        |
| 68  | Danny Risch     | Chicago Fire (desde Tampa Bay Mutiny) | Central Coast Roadrunners            | Delantero      |        |
| 69  | Mike Potempa    | Los Angeles Galaxy                    | Universidad Clemson                  | Defensa        |        |
| 70  | Russell Payne   | Metrostars                            | Boston Bulldogs                      | Portero        |        |
| 71  | Roberto Navarro | Dallas Burn (desde Chicago Fire)      | Universidad de Alabama en Birmingham | Centrocampista |        |
| 72  | Matthew Cross   | Kansas City Wizards                   | Universidad Brown                    | Portero        |        |

## Selecciones por Posición
| Ronda   | Portero | Defensa | Mediocampista | Delantero | Totales |
| ------- | ------- | ------- | ------------- | --------- | ------- |
| Primera | 0       | 3       | 4             | 5         | 12      |
| Segunda | 0       | 2       | 5             | 5         | 12      |
| Tercera | 1       | 5       | 3             | 3         | 12      |
| Cuarta  | 2       | 2       | 4             | 4         | 12      |
| Quinta  | 1       | 1       | 7             | 3         | 12      |
| Sexta   | 3       | 3       | 4             | 2         | 12      |
| Totales | 7       | 16      | 27            | 22        | 72      |